# Allée couverte du Bignon

Schema Galeriegrab

Die Allée couverte du Bignon liegt östlich von Saint-Guyomard, südlich der Straße D 112 nach Bohal, bei Vannes im Département Morbihan in der Bretagne in Frankreich.
Die ziemlich ruinierte Allée couverte war ein etwa zehn Meter langes Galeriegrab in der Nähe des namengebenden Weilers Bignon. Die Reste bestehen aus einem einzigen Deckstein, der auf zwei erhaltenen aber verstürzten Tragsteinen liegt.
Zu beiden Seiten der Megalithanlage wurden zwei falsche Menhire platziert. Diese Unsitte ist in einer Gegend, wo viele Menhire stehen, sehr verbreitet. In einiger Entfernung stehen südlich zwei echte Menhire.